# Ailes en tandem

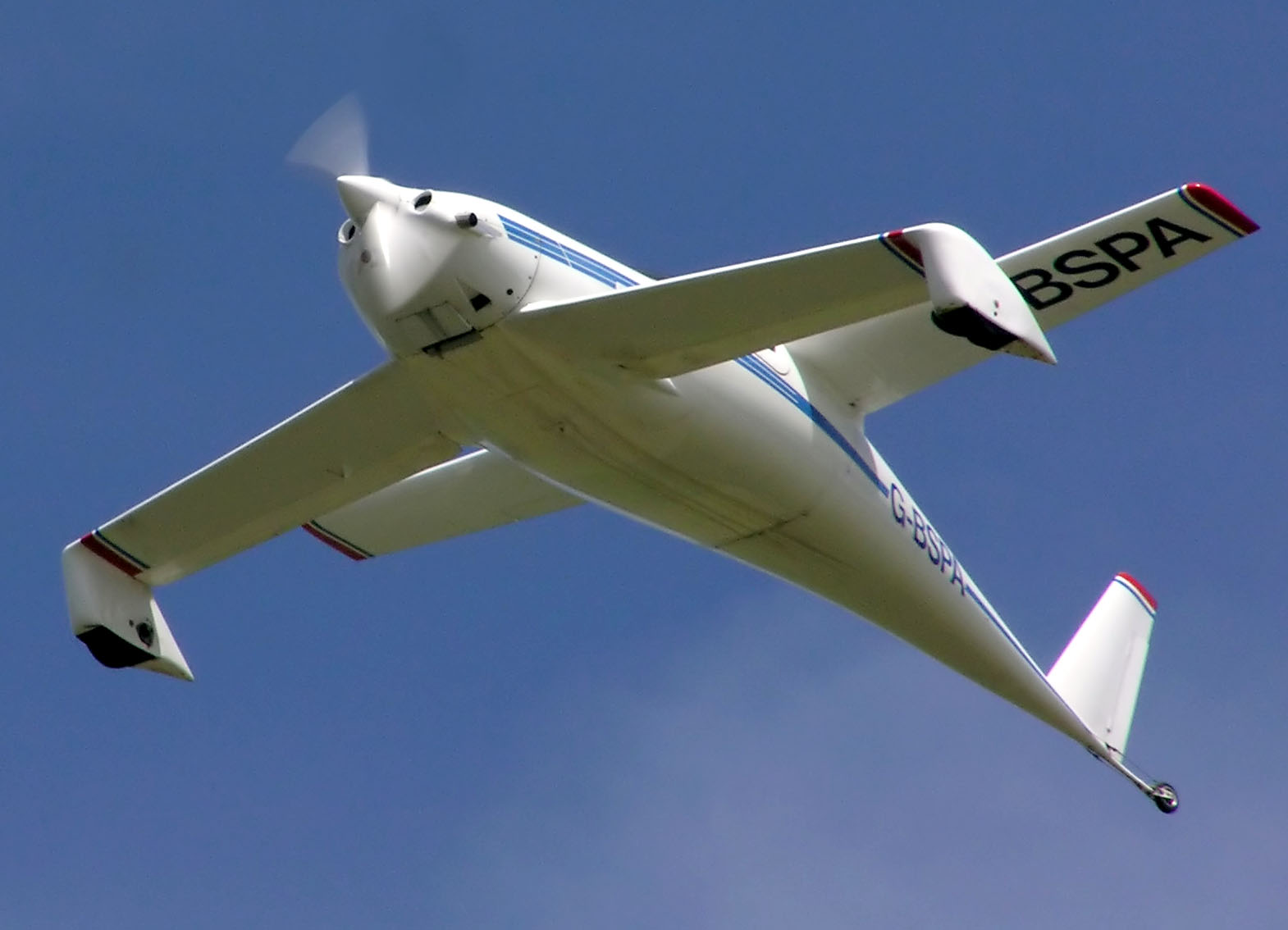
Le QAC Quickie Q2.

Un avion à ailes en tandem est un biplan dont les deux plans sustentateurs sont placés l'un derrière l'autre. Comme pour un avion classique, c'est la surface arrière qui sert d'empennage horizontal stabilisateur. Dans le cas du Rutan Quickie, les volets montés sur l'aile avant contrôlent à la fois la portance et l'assiette.
Sur un biplan classique, les ailes sont généralement superposées. La position de la portance par rapport au centre de gravité du biplan est proche de celle d'un monoplan. Sur un avion à ailes en tandem, les forces de portance des deux ailes sont décalées longitudinalement ; la stabilité en tangage (longitudinale) est obtenue en chargeant davantage l'aile avant (plus chargée au m², sa pente de portance est plus faible et elle décroche en premier aux fortes incidences).

## Principaux avions à ailes en tandem
Dans l'ordre chronologique :
- Langley Aerodrome (en) — 1903
- Blériot VI — 1907
- Arsenal-Delanne 10 — 1940
- Miles Libellula — 1941
- Rutan Quickie — 1978
- Viking Dragonfly — 1980
- Rutan Amsoil Racer — 1981
- Scaled Composites Proteus — 1998

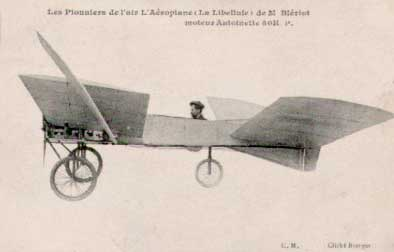
Blériot VI Libellule (1907)
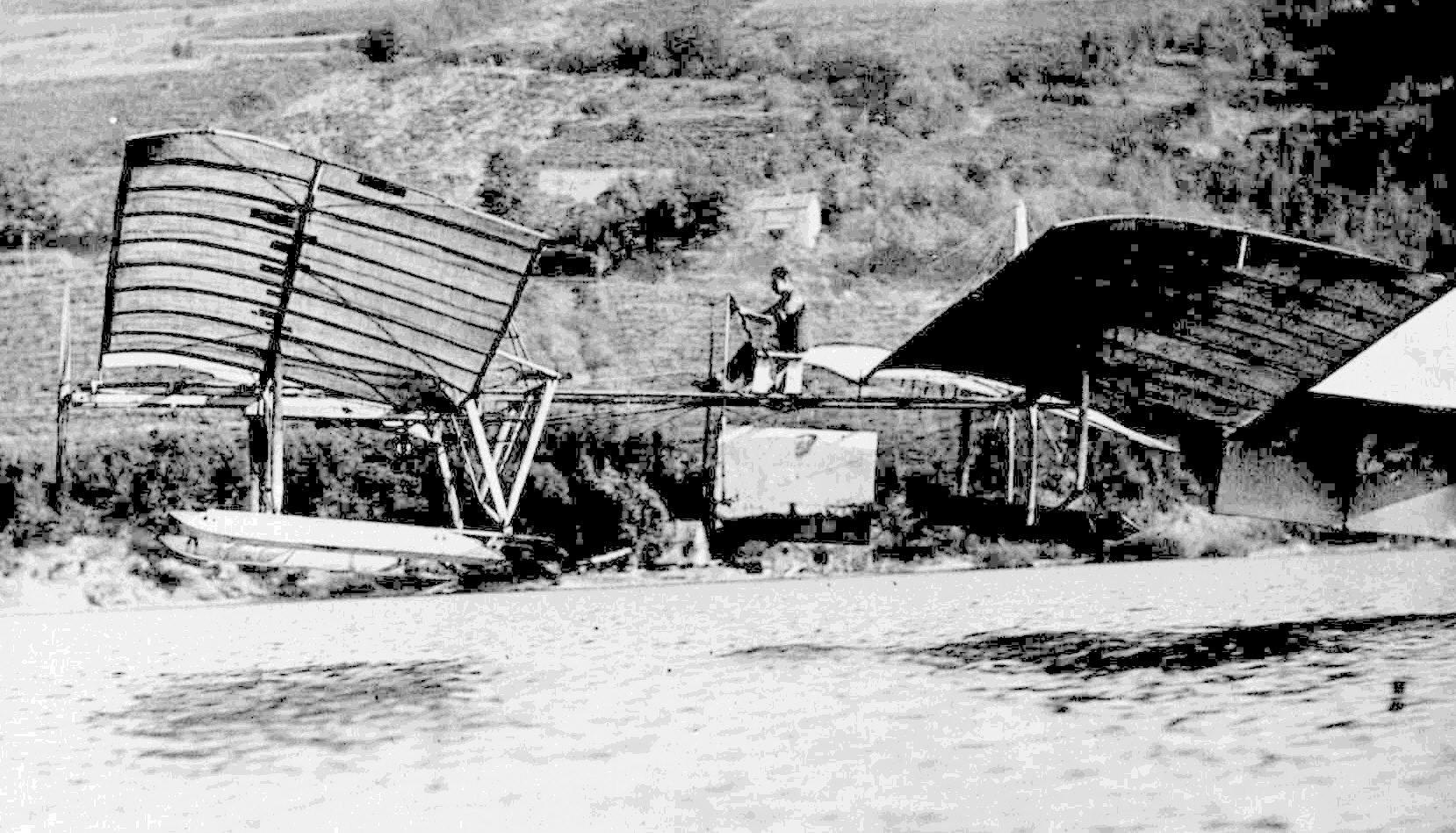
Samuel Langley 'Aerodrome' (1914)
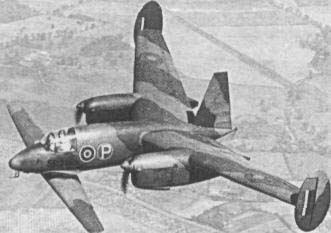
Miles Libellula (1941)
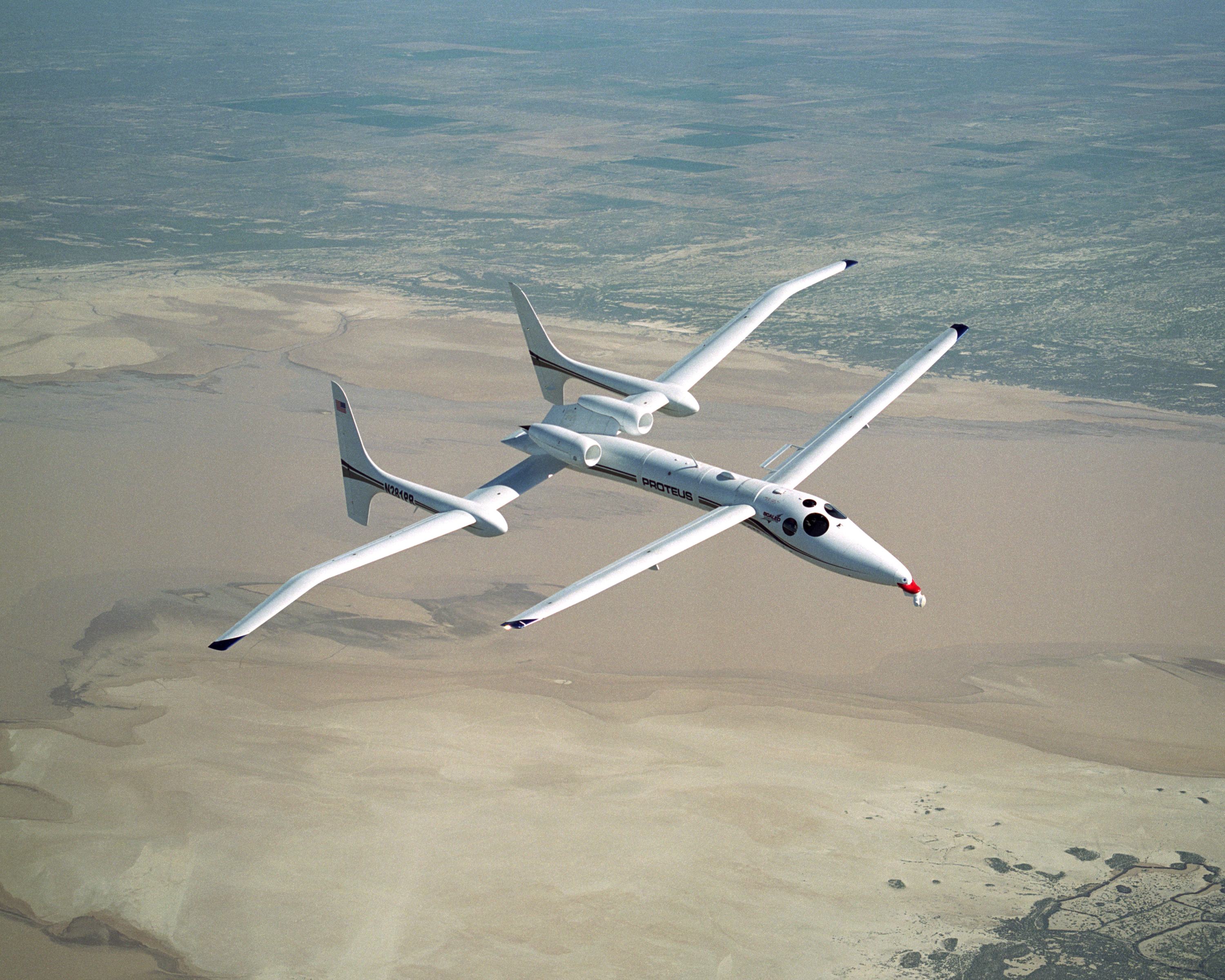
Scaled Composites Proteus (1998)
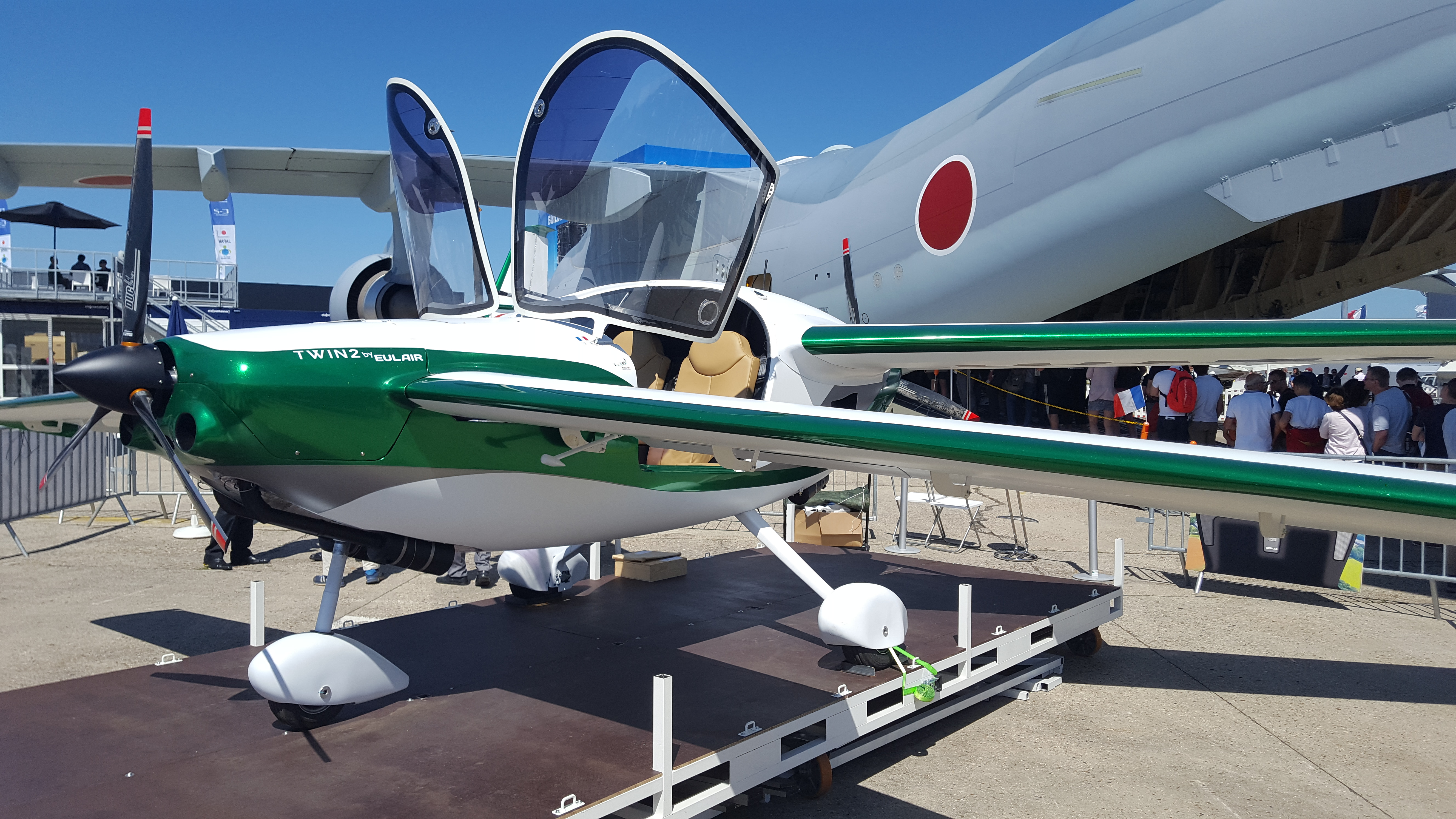
L'ULM Eulair Twin 2 (2019)